# Al-Kuwajra
Al-Kuwajra albo Al-Kuwira (fr. La Gouèra, Lagouira, hiszp. La Güera) – miasto w południowej Saharze Zachodniej, na Przylądku Białym nad Atlantykiem. W 2006 roku mieszkało tu ok. 3800 osób.
Historia Al-Kuwajry sięga 1920 roku, kiedy Hiszpanie założyli tu niewielkie lotnisko, oddalone tylko o kilka kilometrów od miasta Port Etienne - dzisiejszego Nawazibu w Mauretanii. Po wycofaniu się Hiszpanii z jej ówczesnej kolonii Sahary Hiszpańskiej na mocy porozumienia z Marokiem z 20 grudnia 1975 roku miasto znalazło się pod władzą Mauretanii. Obecnie miasto jest kontrolowane przez Mauretanię. mimo że do niej formalnie nie należy. Jest to jedyne miasto na Saharze zachodniej kontrolowane przez Mauretanię, która się z niej formalnie wycofała. Miasto leży na południe od muru zachodniosaharyjskiego, czyli terenów kontrolowanych przez Maroko.